# Линии и станции Петербургского метрополитена

## Линии

### Действующие
| №      | Название                | Дата открытия линии | Последняя станция открыта | Длина, км | Количество станций | Количество вагонов в составах | Среднее расстояние между станциями, км | Средняя скорость (с учётом остановок), км/ч | Время поездки, мин | Средняя глубина станций, м |
| ------ | ----------------------- | ------------------- | ------------------------- | --------- | ------------------ | ----------------------------- | -------------------------------------- | ------------------------------------------- | ------------------ | -------------------------- |
|        | Кировско-Выборгская     | 15 ноября 1955      | 29 декабря 1978           | 29,65     | 19                 | 8                             | 1,647                                  | 38,68                                       | ≈ 46               | −49,95                     |
|        | Московско-Петроградская | 29 апреля 1961      | 22 декабря 2006           | 30,1      | 18                 | 6                             | 1,771                                  | 39,39                                       | ≈ 46               | −44,50                     |
|        | Невско-Василеостровская | 3 ноября 1967       | 26 мая 2018               | 27,6      | 12                 | 6                             | 2,618                                  | 42,38                                       | ≈ 40               | −49                        |
|        | Правобережная           | 30 декабря 1985     | 27 декабря 2024           | 11,21     | 9                  | 7                             | 1,601                                  | 42,08                                       | ≈ 16               | −62,38                     |
|        | Фрунзенско-Приморская   | 20 декабря 2008     | 3 октября 2019            | 26,24     | 15                 | 7                             | 1,822                                  | 42,96                                       | ≈ 41               | −56,73                     |
| Всего: | Всего:                  |                     |                           | 124,8     | 73                 |                               | 1,872                                  | 40,61                                       |                    | −52,52                     |

#### Линия 1 (Кировско-Выборгская)
- Девяткино
- Гражданский проспект
- Академическая
- Политехническая
- Площадь Мужества
- Лесная
- Выборгская
- Площадь Ленина
- Чернышевская
- Площадь Восстания
- Владимирская
- Пушкинская
- Технологический институт
- Балтийская
- Нарвская
- Кировский завод
- Автово
- Ленинский проспект
- Проспект Ветеранов

#### Линия 2 (Московско-Петроградская)
- Парнас
- Проспект Просвещения
- Озерки
- Удельная
- Пионерская
- Чёрная речка
- Петроградская
- Горьковская
- Невский проспект
- Сенная площадь
- Технологический институт
- Фрунзенская (Закрыта на ремонт)
- Московские ворота
- Электросила
- Парк Победы (Закрыта на ремонт)
- Московская
- Звёздная
- Купчино

#### Линия 3 (Невско-Василеостровская)
- Каменка (строится)
- Богатырская (строится)
- Беговая
- Зенит
- Приморская
- Василеостровская
- Адмиралтейская-2 (планируется)
- Гостиный двор
- Маяковская
- Площадь Александра Невского
- Елизаровская
- Ломоносовская
- Пролетарская
- Обухово
- Рыбацкое

#### Линия 4 (Правобережная)
- Морской фасад (планируется)
- Гавань (планируется)
- Горный институт
- Театральная (строится)
- Спасская
- Достоевская
- Лиговский проспект
- Площадь Александра Невского
- Новочеркасская
- Ладожская
- Проспект Большевиков
- Улица Дыбенко
- Кудрово (планируется)

#### Линия 5 (Фрунзенско-Приморская)
- Шуваловский проспект (планируется)
- Комендантский проспект*
- Старая Деревня*
- Крестовский остров*
- Чкаловская*
- Спортивная*
- Адмиралтейская
- Садовая*
- Звенигородская
- Обводный канал
- Волковская
- Бухарестская
- Международная
- Проспект Славы
- Дунайская
- Шушары

*до открытия 5-й линии Приморский радиус (участок Комендантский проспект — Садовая без станции Адмиралтейская) относился к 4-й линии; линия соединилась лишь после пуска первой очереди Фрунзенского радиуса, а конечной станцией 4-й линии стала новопостроенная Спасская

### Планируемые

#### Линия 6 (Красносельско-Калининская)
- Сосновая Поляна
- Петергофское шоссе
- Улица Доблести
- Брестская
- Юго-Западная
- Путиловская
- Броневая
- Заставская
- Боровая
- Каретная
- Лиговский проспект-2
- Знаменская
- Суворовская
- Смольный
- Полюстровский проспект
- Бестужевская
- Пискарёвка
- Ручьи

#### Линия 7 (Кольцевая)
- Большой проспект
- Василеостровская-2
- Спортивная (частично работает в составе 5 линии)
- Ботаническая
- Кантемировская
- Лесная-2
- Арсенальная
- Площадь Калинина
- Полюстровский проспект-2
- Большеохтинская
- Ладожская-2
- Дальневосточный проспект
- Елизаровская-2
- Фарфоровская
- Международная-2
- Витебский проспект
- Парк Победы-2
- Броневая-2
- Нарвская-2
- Двинская

#### Линия 8 (Адмиралтейско-Охтинская)
- Янино
- Улица Коммуны
- Индустриальный проспект
- Проспект Энергетиков
- Большеохтинская-2
- Суворовская-2
- Чернышевская-2
- Михайловская
- Адмиралтейская-3
- Театральная-2
- Площадь Репина
- Двинская-2

## Станции
Станции распределены по пяти линиям, сообщающимся с помощью семи пересадочных узлов. Шесть из них являются двухстанционными и лишь один — трёхстанционным («Спасская» — «Садовая» — «Сенная площадь»). Кроме того, существует единственная в Старом Свете двухъярусная пересадочная односводчатая станция — «Спортивная», однако сейчас работает лишь одна сторона станции, вторая зарезервирована для будущей Кольцевой линии. Большинство станций Петербургского метрополитена — это различной конструкции станции глубокого заложения. Также есть 6 станций мелкого заложения и ещё 5 — наземных. Также наземной была станция «Дачное», выведенная из эксплуатации в 1977 году.

### Типы станций
На сегодняшний день в Петербургском метрополитене имеются станции следующих типов.

#### Пилонная станция

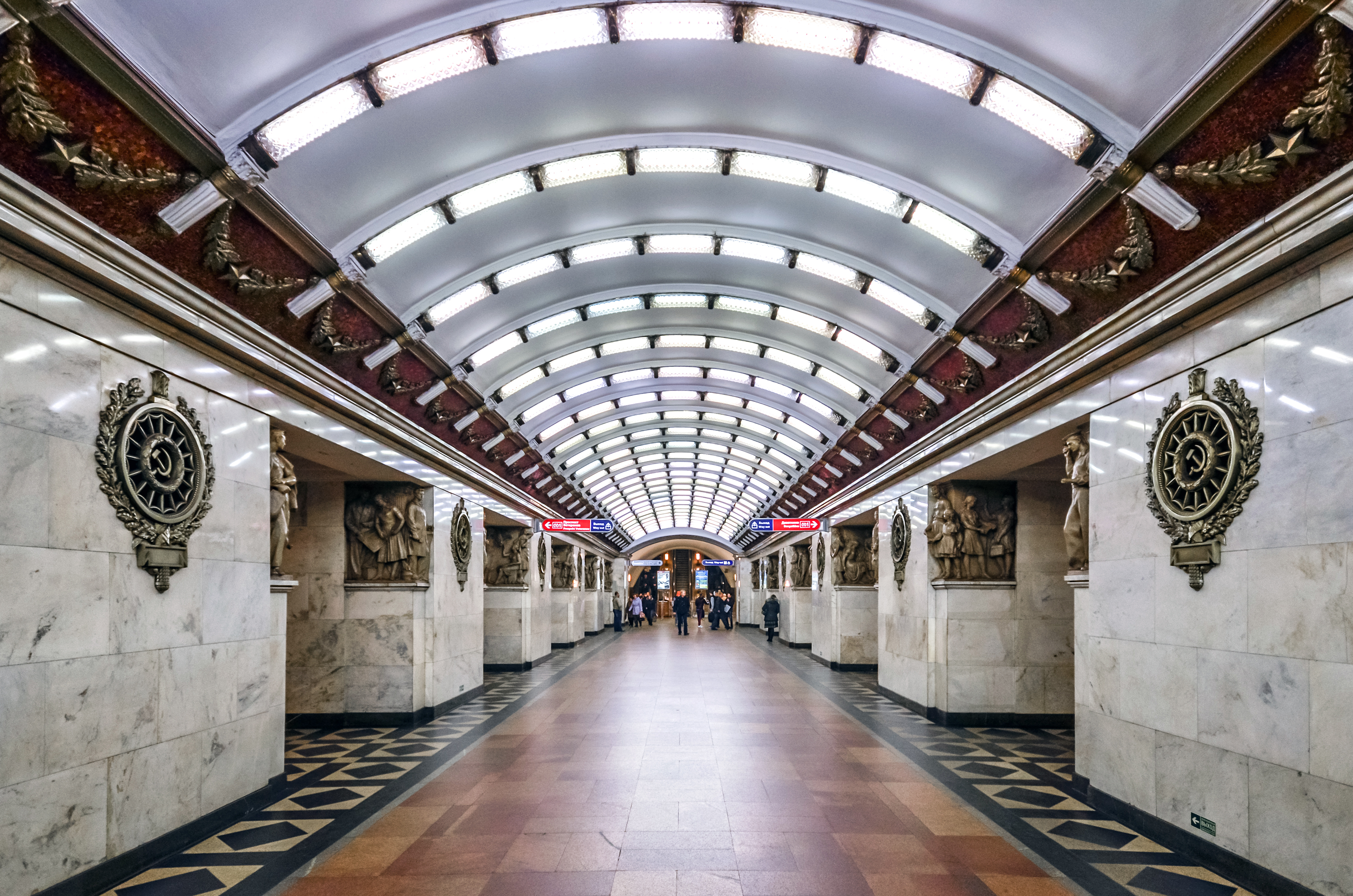
Подземный зал станции «Нарвская»

Пилонная станция — самый старый тип станции метро во всём мире, был применён и в составе первой очереди. Конструктивной особенностью является взаимная непресекаемость обделок (и, возможно, оформления) центрального и боковых залов. Центральный зал от бокового отделяет ряд массивных пилонов.
На 2024 год таких станций 18 — «Площадь Ленина», «Чернышевская», «Площадь Восстания», «Владимирская», «Пушкинская», «Нарвская», «Горьковская», «Невский проспект», «Сенная площадь», «Технологический институт 2», «Фрунзенская», «Московские ворота», «Электросила», «Спасская», «Обводный канал», «Волковская», «Бухарестская», «Проспект Славы».

#### Колонная станция глубокого заложения
В Санкт-Петербурге данный тип впервые был применён в составе первой очереди метрополитена. Представляет собой три независимых зала, взаимопересекающиеся разомкнутые кольца обделок которых опираются на общий для каждой пары залов конструктивный элемент — колонну. Основным преимуществом колонной станции является значительно бо́льшая пропускная способность, нежели у пилонной станции. Так же существует разновидность колонно-стеновая станция, на них часть проёмов между колоннами заменена простенком. Это позволяет повысить сопротивляемость горному давлению в сложных грунтах. При этом простенки часто украшают мозаичные панно.
На 2024 год таких станций 18 (колонно-стеновые выделены жирным) — «Гражданский проспект», «Академическая», «Лесная», «Выборгская», «Технологический институт 1», «Балтийская», «Кировский завод», «Проспект Просвещения», «Приморская», «Пролетарская», «Достоевская», «Площадь Александра Невского 2», «Улица Дыбенко», «Комендантский проспект», «Крестовский остров», «Адмиралтейская», «Звенигородская», «Международная».

#### Односводчатая станция глубокого заложения

Типовая конструкция двухъярусной пересадочной односводчатой станции

Данный тип станции не имеет никаких конструктивных элементов, помимо свода, и представляет собой однообъёмный большой зал. Данный тип станции был разработан в Ленинграде и впервые в СССР использован в 1975 году на станциях «Политехническая» и «Площадь Мужества». Подобный тип станции позволяет добиться значительной механизации работ при строительстве.
На 2024 год таких станций 14 — «Политехническая», «Площадь Мужества», «Озерки», «Удельная», «Пионерская», «Чёрная речка», «Обухово», «Лиговский проспект», «Новочеркасская», «Ладожская», «Проспект Большевиков», «Старая Деревня», «Чкаловская», «Садовая».

#### Двухъярусная пересадочная односводчатая станция
Разновидностью односводчатой станции является двухъярусная кроссплатформенная пересадочная станция, в данном случае станция принимает поезда сразу двух линий на четыре пути с пересадкой между линиями в едином конструктивном объёме. Конструкция узла сочетает все преимущества односводчатых станций глубокого заложения, позволяющих значительно уменьшить её воздействие на природный массив за счёт компактности и отказа от соединительных коридоров. Единственной станцией такого типа является «Спортивная». В настоящее время она не используется как пересадочная, есть лишь задел для строительства будущей Кольцевой линии.

#### Станция закрытого типа

Типовая конструкция станции закрытого типа
(«горизонтальный лифт»)

Станции закрытого типа — один из подвидов станции глубокого заложения без боковых посадочных платформ. По обеим сторонам центрального зала находятся проёмы, закрытые платформенными раздвижными дверьми, отделяющими тоннели, где останавливаются прибывающие поезда, от зала. Двери открываются/закрываются автоматически после открытия/закрытия дверей поезда. Поезда должны останавливаться с таким расчётом, чтобы створы дверей вагонов точно совпадали со створами дверей зала. Данный тип станций является первым в общемировой практике типом станций, где по краям платформ были установлены раздвижные двери. Впоследствии технология использования платформенных раздвижных дверей получила немного в другом виде широкое распространение в мире, обеспечивая высокую безопасность пассажиров на станциях, исключающую случайное или намеренное попадание пассажиров на железнодорожные пути, и улучшая климат-контроль. Удешевление и ускорение строительства стали основными причинами строительства станций этого типа в Ленинградском метрополитене. Первой такой станцией стал «Парк Победы», открытый в 1961 году. В дальнейшем с освоением технологии возведения односводчатых станций от данного конструктива отказались, больше нигде в мире он не применялся, последней такой открытой станцией стала «Звёздная», открытая в 1972 году. При постройке станций «Зенит» и «Беговая» в постсоветский период были применены платформенные раздвижные двери с уже широко распространённой в мире современной технологией без использования несущих стен, отделяющих пути от платформ.
Всего существует 10 подобных станций — «Петроградская», «Парк Победы», «Московская», «Звёздная», «Василеостровская», «Гостиный двор», «Маяковская», «Площадь Александра Невского 1», «Елизаровская», «Ломоносовская».

#### Колонная станция мелкого заложения

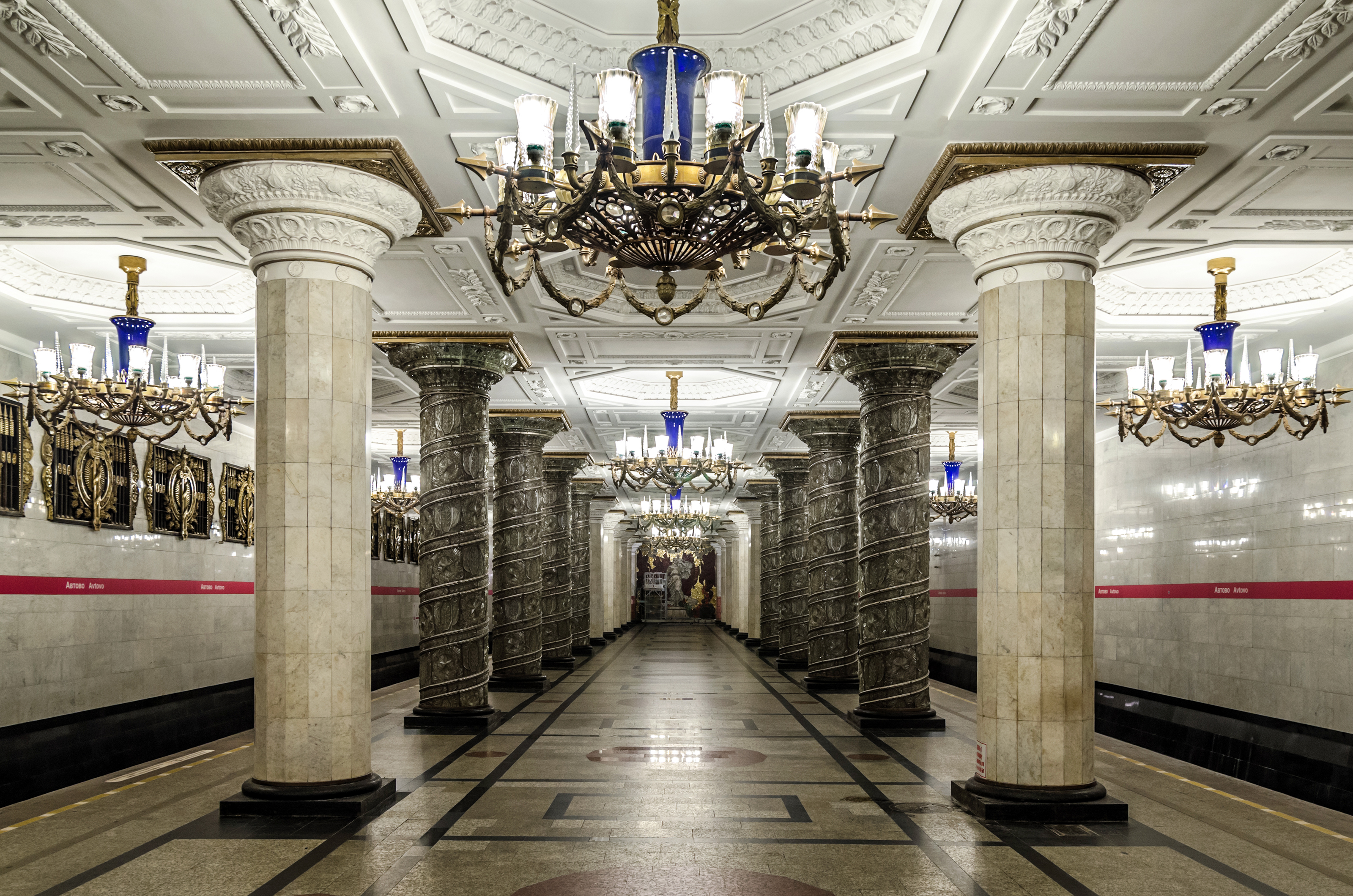
Подземный зал станции «Автово»

Колонная станция мелкого заложения имеет свою отличительную особенность — наличие дополнительных опор перекрытия: металлических или железобетонных колонн, расположенных параллельно продольной оси станции. Станции данного типа располагаются на глубине не более 15 метров и строятся преимущественно открытым способом. Сложные грунты Санкт-Петербурга и плотная застройка центральных районов не позволяют массово применять данный тип станций.
На 2025 год таких станций 6 — «Автово», «Ленинский проспект», «Проспект Ветеранов», «Беговая», «Зенит», «Дунайская».

#### Наземная крытая станция

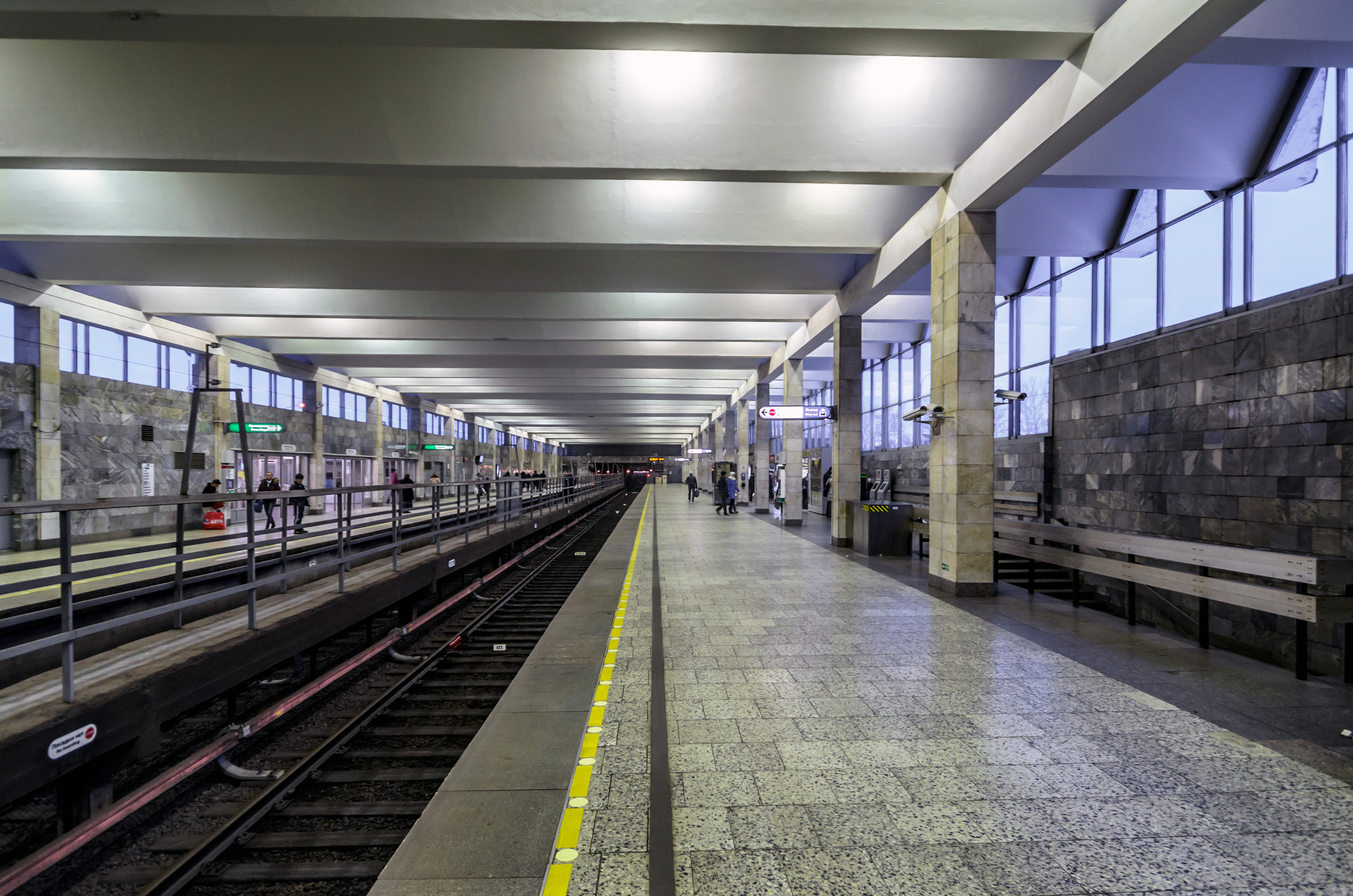
Наземная станция «Рыбацкое»

Из данных разновидностей наземных станций, функционирующих в России, самые старые — в Санкт-Петербурге. У станции этого типа имеются стены и потолки, поддерживающие необходимый температурный режим. На данный момент все станции такого типа в Санкт-Петербурга конечные.
На 2024 год таких станций 5 — «Девяткино», «Парнас», «Купчино», «Рыбацкое», «Шушары».

#### Наземная открытая станция
С 1 июня 1966 года по 5 октября 1977 года в Ленинградском метрополитене существовала временная конечная станция «Дачное», располагавшаяся на Кировско-Выборгской линии за станцией «Автово», она была ликвидирована при открытии «Ленинского проспекта» и «Проспекта Ветеранов».